# Vellinge tennisklubb
Vellinge tennisklubb (Vellinge TK) är en tennisklubb i Vellinge kommun. Klubben som bildades 1925 har cirka 550 medlemmar och håller till på idrottsplatsen nära centrum i Vellinge, där klubbstugan nu ligger.

## Turneringar
1970, samma år som den klassiska turneringen “Kalle Anka Cup”, numera “SEB Next Generation Cup” startades, startades även Vellingespelen. Tävlingen blev en av Skånes största sommartävlingar. Intresset blev dock mindre med åren och tävlingen röstades ner i styrelsen år 2003.
Mellan åren 2003 och 2007 höll Vellinge Tennisklubb i Skånes Distriktsmästerskap för 16- och 18-åringar samt veteraner i Vellinge.  
Varje år anordnar klubben ett klubbmästerskap inomhus och utomhus. Under påsken anordnas också en minitennisturnering vid namn Påskcupen för alla åldrar.

### Tennisens Dag
Fyra utomhusbanor har länge funnits till för medlemmarna i Vellinge TK, men någon tennishall finns det inte. I nuläget delar medlemmarna på Södervångshallen tillsammans med fotbollsföreningen Vellinge IF och friidrottsföreningen IK Finish i Vellinge. På grund av denna brist och för att visa politikerna att “Tennisen lever i Vellinge” beslutades det i styrelsen att genomföra ett projekt kallat “Tennisens Dag”. Drygt 1000 personer från runt om i Skåne dök upp och tog del av en dag full av aktiviteter. Huvudattraktionen var att de tidigare tennisstjärnorna Stefan Edberg och Magnus Larsson skulle spela en uppvisningsmatch, först i singel och därefter i dubbel tillsammans med årets klubbmästare från Vellinge TK.